# Vodní skútr

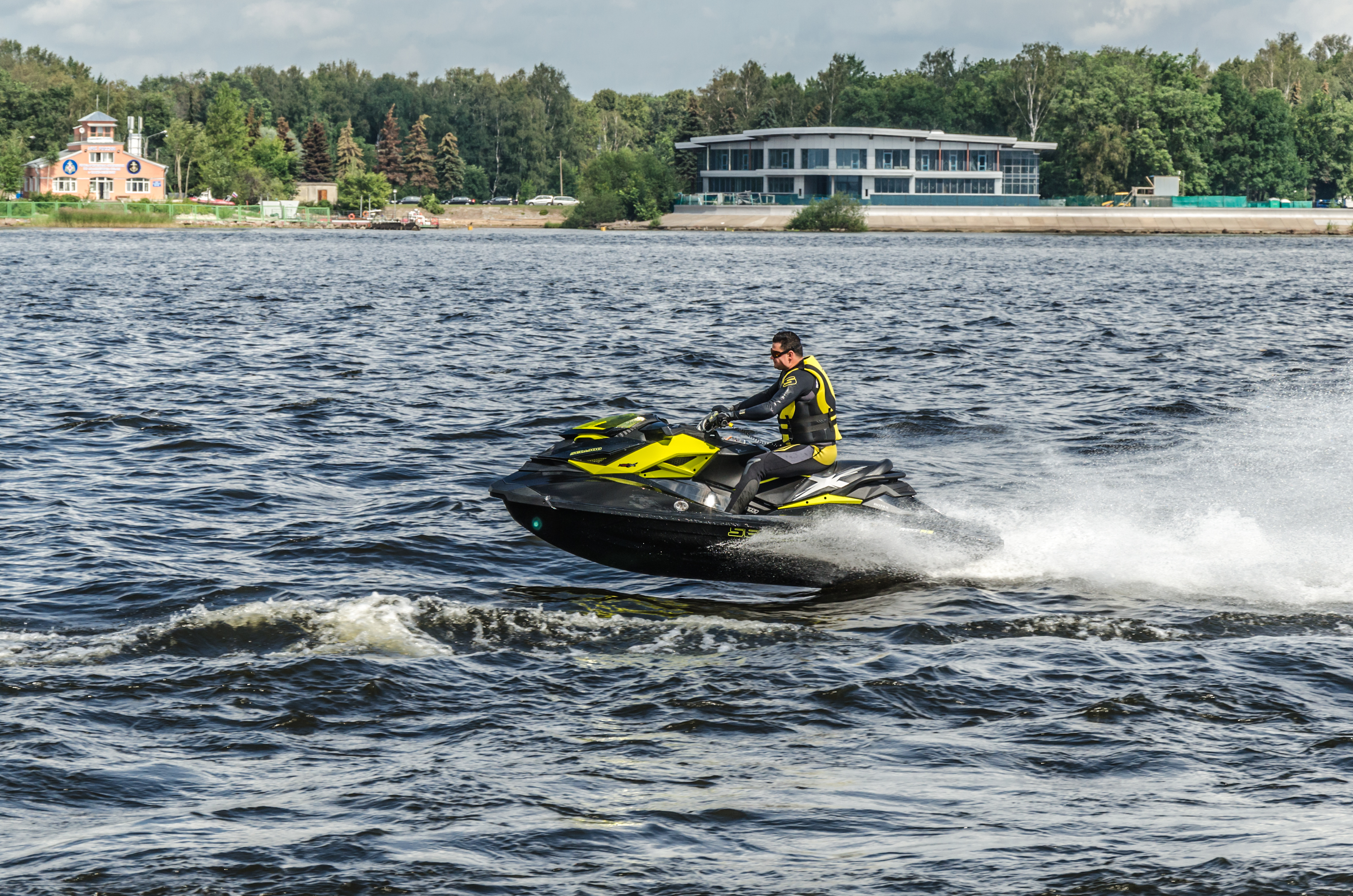
Vodní skútr

Vodní skútr je rekreační plavidlo, které má počátky již v 50. letech 20. století, když bylo vyvinuto pro použití záchrannými složkami jako lehké, agilní plavidlo s vysokou rychlostí a dobrou manévrovatelností. Na prvních prototypech, ale i sériově vyráběných skútrech bylo nutné stát a tato plavidla unesla pouze řidiče. Později se začaly vyrábět skútry pro více pasažérů, na kterých bylo možné sedět. Skútry dnes mohou vézt 1–3 pasažéry, existují i modely pro 4 pasažéry, ale jedná se spíše o výjimky.
Skútry jsou kromě rekreační a záchranné sféry využívány také ve sportu. V České republice působí Česká závodní asociace vodních skútrů, která pořádá různé závody. Závodí se například v takzvaném freestylu, slalomech a dalších typech závodů.
Za vynálezce vodního skútru je považován norsko-americký vynálezce Clayton Jacobson, jenž v 60. letech 20. století rozpracoval první prototypy, britský Vincent Amanda a německý Wave Roller. V dnešní době jsou nejznámější vodní skútry Kawasaki, Sea-Doo či Yamaha.

## Legislativa v ČR

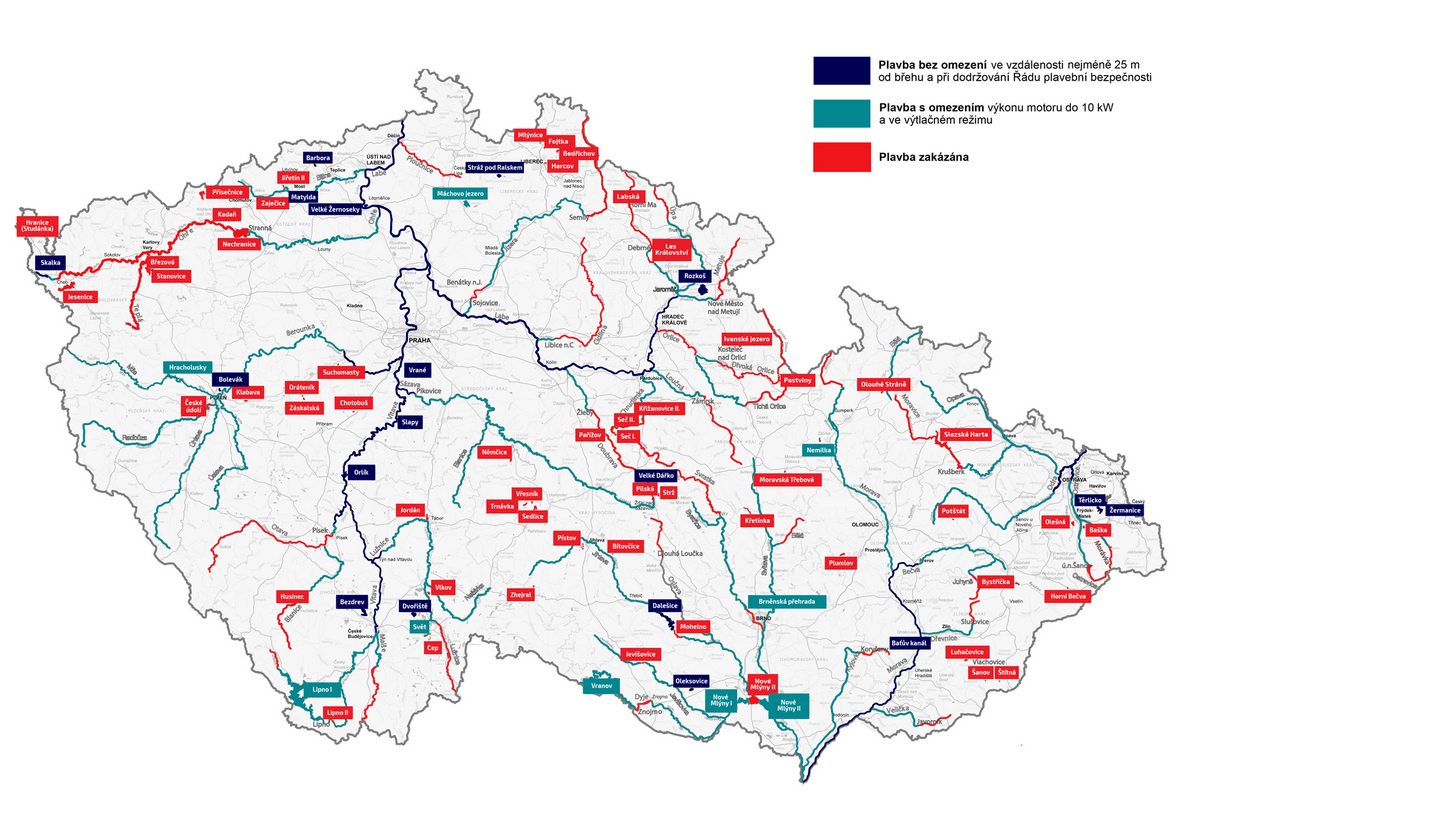
Mapa povolených vodních cest pro vodní skútry

Od 15. dubna 2015 vešla v platnost vyhláška č. 46/2015 Ministerstva dopravy, která v návaznosti na novelu zákona o vnitrozemské plavbě 114/1995 Sb. zásadním způsobem upravuje podmínky pro celkové využívání povrchových vodních ploch.
- Vodní skútr je nově brán jako rekreační plavidlo se spalovacím motorem.
- Smí plout všude, kde ostatní rekreační plavidla se spalovacím motorem.
- Nesmí tam, kde je omezena plavba výkonem do 10 kW.
- Na normálních vodních cestách a plochách smí skútr plout jen normálním způsobem, jako každá jiná loď.
- Musí dodržovat Pravidla plavební bezpečnosti, zejména mít průkaz VMP a řídit se pravidly.
- Nesmí dělat otočky, skoky a jiné akrobatické prvky.
- Akrobatické a trikové jízdy se smí provádět jen na drahách vymezených Státní plavební správou.[5]